# Кастильо, Элисео
Элизео Кастильо (исп. Eliseo Castillo 29 апреля 1975 года, Гавана, Куба) — кубинский боксёр-профессионал, выступавший в тяжёлой и первой тяжёлой весовых категориях.

## Боксёрская карьера
Элизео Кастильо начал профессиональную карьеру в 1996 году. 3 июля 2004 года победил единогласным решением бывшего чемпиона мира, Майкла Мурера, и будучи непобеждённым боксёром, он вышел на ринг против другого бывшего чемпиона Владимира Кличко, и проиграл ему техническим нокаутом в 4-м раунде. После поражения Элисео вернулся в первый тяжелый вес. Выиграл 2 поединка против Криса Леваллена и Вилли Херинга. Следующий поединок проиграл непобеждённому Джонатону Бэнксу, нокаутом в 4-м раунде. Затем сделал перерыв в профессиональной карьере, и после вышел на ринг против Дениса Лебедева, которому также проиграл.

### 3 июля2004Элизео Кастильо —Майкл Мурер
- Место проведения:  Американ Эйрлайнс Арена, Майами, Флорида, США
- Результат: Победа Кастильо единогласным решением в 10-раундовом бою
- Статус: Рейтинговый бой
- Рефери: Джеймс Уорринг
- Счет судей: Рик Бейс (99—91), Майкл Перник (97—93), Билл Рэй (97—93) — все в пользу Кастильо
- Вес: Кастильо 97,50 кг; Мурер 113,90 кг
- Трансляция: Showtime

В июле 2004 года непобеждённый Элизео Кастильо встретился с бывшим чемпионом мира, Майклом Мурером. Мурер вышел на ринг с явным перевесом. Более легкий и подвижный Кастильо доминировал в бою, и выиграл единогласным решением судей.